# Rely Jorritsmapriis
De Rely Jorritsmapriis is een Friese literatuurprijs die jaarlijks wordt toegekend voor het beste ingezonden verhaal en/of gedicht op het gebied van de Friese literatuur van het eraan voorafgaande jaar. De winnaar wordt bepaald door een vakjury. Het prijzengeld, in 2004 5000 euro, wordt uitgekeerd uit het Rely Jorritsma Fûns, dat beheerd wordt door de gemeente Littenseradeel.
De prijs is voor het eerst toegekend in 1954. Hij is ingesteld naar een beschikking in het testament van de dichter Rely Jorritsma, die met dat doel zijn vermogen naliet aan de gemeente Baarderadeel, die in 1984 opging in Littenseradeel. De prijs wordt tegenwoordig uitgereikt in de kerk van Beers.
Eenentwintigmaal werd de prijs toegekend aan Durk van der Ploeg. Tjitte Piebenga is goede tweede met twaalf toekenningen, gevolgd door Tiny Mulder met elfmaal.
In 2004 hebben de Afûk en het internettijdschrift Doar onder de naam Junior Rely een jongerenvariant van de prijs ter waarde van 750 euro ingesteld.

## Prijswinnaars en hun bekroond werk
| jaar | verhalen | gedichten | diverse |
| ---- | --- | --- | --- |
| 2025 | - - Blineman – Gertrud Palstra (Ljouwert) - In simmerjûn yn Seachlum – Gerrit Hoekstra (Winsum) - Psych Aid – Sytse Jansma (Harns)                                                                                          | - - Refleksje – Fedde Douwes Dijkstra (Ljouwert) - Meiboartsje – Pim Rodenboog (Aldebildtsyl) - De swimmers – Tryntsje van der Steege (Nijegea) | |
| 2024 | - - Boat – Jilt Jorritsma (Eindhoven) - Wollekje – Geert Nauta (Leeuwarden) - De skroei fan ’e loop – Koos Tiemersma (Drachten)                                                                                             | - - Waskersfersen – Erik Betten (Dronryp) - Servus – Fedde Douwes Dijkstra (Leeuwarden) - Yn elke hertslach – Wietze Numan (Drachten) - Mummy – Gerrit de Vries (Schiedam) - Fiere wake – Syds Wiersma (Bears)                                                 | |
| 2023 | - - Nachtskaad – Koos Tiemersma (Drachten) - It lûd – Tryntsje van der Steege (Nijega) | - - Hapke fan neat – Benny Holtrop (De Knipe) - Fers om te ferjitten – Fedde Dijkstra (Ljouwert) - Hoe’t it liket – Ypie Bakker (Achlum) - De winter sil in jutte sliepe – Remco Kuiper (Goutum) - In symfoanysk akwarel fan dyn toarst – Sytse Jansma (Harns) | |
| 2022 | - - De Dûns – Wilco Berga (Harns) - De sjongende ridder – Sjoerd Bottema (Weidum) - Skaakles – Sipke de Schiffart (Ljouwert) - Scapa Flow – Geert Nauta (Wergea)                                                            | - - Wy bin’ klaai – Edwin de Groot (Aldehaske) - Vox Celeste – Fedde Dijkstra (Ljouwert) - Biografy – Elmar Kuiper (Jorwert) - In Winter – Minne Velstra (Ljouwert)                                                                                            | |
| 2021 | - Elmar Kuiper: In frjemde fûgel - Gerrit Hoekstra: Crossroads - Bregtje Sijtsma: Op frijersfuotten | - Elmar Kuiper: Ferlosbuartsje - Fedde Dijkstra: In healsliten aureoaltsje - Sytse Jansma: it waad | |
| 2020 | - Elmar Kuiper: Ni Hao - Sjoerd Bottema: Total loss | - Syds Wiersma: It famke | |
| 2019 | - Elmar Kuiper: Ik doch it foar dy - Geert Nauta: Kimboeëwij | - Jetske Bilker: Sleau mei lok - Henk Nijp: Wy kinne... - Remco Kuiper: Ik miende | |
| 2018 | - Koos Tiemersma: De ereksje fan in oar - Lomme Schokker: It weagjen fan de see - Sipke de Schiffart: In bysûndere moeting                                                                                                  | - Paul van Dijk: Kintsugi foar in diggelbast - Edwin de Groot: Sa as di wynd fan dae vlekenum wayde. | |
| 2017 | - Geert Nauta: Genede, in soarte fan bûgjen - Trevor Scarse: Hofkesjonge - Lida Dykstra: Guggem - Geart Tighelaar: Du Smearlap - Lomme Schokker: De oanhâldende gearspanning fan idioaten                                   | - Anny de Vries: Lepus europaeus - Arjan Hut: Opgean - Edwin de Groot: Foarhinne trof ik by de seedyk in goede stoel - André Looijenga: De brêge - Erik Betten: Drachtsterbrêge                                                                                | |
| 2016 | - Koos Tiemersma: De ûnwittende - Baukje Zijlstra: Nacht - Janneke Spoelstra :Wat resistint is - Sipke de Schiffar:It geheim fan in goed houlik .                                                                           | - Paul van Dijk : Etude yn 'e rein - Johannes Dijkman : Ofskie - Pieteke de Boer: De bosk - Edwin de Groot: rinfermogen fan in net útiten kwestje - Henk Nijp: Tún                                                                                             | De jury onder voorzitterschap van Ulke Brolsma bestond verder uit Jacobus Q. Smink en Trijntje van der Steege. |
| 2015 | | | |
| 2014 | - Lida Dijkstra: Flinteraikes - Simen de Jong: Oer wurd en dea - Geert Nauta: Animaasjeknyn - Forina van der Zee: Nea besite                                                                                                | - Marije Roorda: Wat opdage | |
| 2013 | - Baukje Zylstra Skrabje - Geert Nauta Rosarium - Lida Dijkstra Dûnsflier fan 'e duvel | Geen prijs toegekend | |
| 2012 | - Simen de Jong: Woldien yn Hylpen | - Sytse Jansma: Oprop oan alle Friezen | |
| 2011 | - Lida Dijkstra: De jonge dy’t Koraal neamd waard | - Sytse Jansma: Dagen ferwaaie | |
| 2010 | - Sipke de Schiffart: Leafde nei de dea | Geen prijs toegekend | |
| 2009 | - Lida Dijkstra: De lytse ik - Simen de Jong: Leafde hâldt skoft | - Elske Kampen Sy is, taal is altyd | |
| 2008 | - Elske Kampen: De Opdracht - Elmar Kuiper: Dach | - Elske Kampen: Trije dagen | |
| 2007 | - Froukje Postma: Maitydsskildering | - Edwin de Groot: Yn it omgean | |
| 2006 | - Sipke de Schiffart: Toe Sippy ju! - Oene Spoelstra: It paradys | - Yva Hokwerda: Dûbeld Fjouwerjern yn 8 - Sytse Jansma: Dat minsk berne waard yn blauwe wurden - Elmar Kuiper: Goedmeitsje | |
| 2005 | | - Jouke Hylkema: Wyberen en Hyke - Elmar Kuiper: Ut namme fan mysels | |
| 2004 | - Janne Heida: De deitaak - Henk Wolf: De rôze oaljefant - Jan van der Leij: Fertocht | - Jelle Zwart: Inkel sân - Matty de Vries: Túnkabouter - Simon Oosting: Yn 't foarbygoan | |
| 2003 | - Albertina Soepboer: Dy griene neisimmer - Jan van der Leij: Apart | - Elmar Kuiper: In mankelike man seit himsels in frije fûgel ta - Sito Wijngaarden: Lânskip hjerst | |
| 2002 | - Ytsje Hettinga-van der Heide: Oessy - Elske Schotanus: De poppe - Johannes Spyksma: De misrekken | - Abe de Vries: Fersen fan Ferjitten - Oene Spoelstra: It doarp | |
| 2001 | | - Foppe Venema: Aldfaars erfrûte | |
| 2000 | - Ulke Brolsma: Iona - Koos Tiemersma: It alter | - Marije Roorda: Seedyk - Gryt Witbraad: Simmersêne | |
| 1999 | - Lida Dijkstra: De nije seemearmin - Willem Schoorstra: Trettjin dagen | - Pim Roodenboog: Ripens | |
| 1998 | - Pim Roodenboog: Tiidgeasten - Simy Sevenster: It Apelhôf | - Libbe Leistra: Meditaasje - Jantsje Oost: Fûgelstront - Albertina Soepboer: Flearlân - Foppe Venema: Betinkingsdei | |
| 1997 | - Dirk van der Veen: Yn it begjin wie der ûnskuld - Henk Bok: Fjoer | - Albertina Soepboer: De skulp - Eeltsje Hettinga: De Woldberch | |
| 1996 | - Benny Holtrop: Luside ynterval - Jehannes Kramer: Op e kop ferkeard - Sybout Hartog: Een moaie hobby - Eelco Salverda: Foarbygonger - Oene Spoelstra: Jierdeifeest                                                        | - Gryt Witbraad: Gearrin - Albertina Soepboer: Kâldfjoer - Jan Kooistra: De dei fan de gershippers | |
| 1995 | - Lolkje Hoekstra: Alfa Romeo, in lust foar de leafhawwer - Simy Sevenster: Tinne rôse nunder - Benny Holtrop: It pypke kryt - Anne Koopmans: De hemelvaart van Ossip J.                                                    | - Jelle Kaspersma: it wurge hert - Jan Kooistra: De komst fan Romeo | |
| 1994 | - Lolkje Hoekstra: De fisk - Margryt Poortstra: Goudene knoopkes - Simy Sevenster: Kâld en wyt - Itty Sluis-Nijdam: Oerwintering op Gauster Syl - Oene Spoelstra: Bei dir                                                   | - Eeltsje Hettinga: It hinnekleed fan winter - Benny Holtrop: Lyts ferdomme | |
| 1993 | - Sjoerd Bottema: It tredde ferhaal - Benny Holtrop: De smaak fan norkoaze - Mette Meinou Piebenga: Skylk binne wy dea - Doeke Sijens: Op it eilân - Antine Zijlstra: It kistje                                             | - Sybout Hartog: Yn e neinacht giet it need - Anne Koopmans: Dimpte haven - Frits van der Kuip: ongetiteld gedicht - Tjitte Piebenga: Lette Simmer Op 't Koehoal                                                                                               | |
| 1992 | - Sjoerd Bottema: White Christmas - Anne Koopmans: Sipke syn lêste reis - Bouke Oldenhof: Wjirmen | - Benny Holtrop: Rock 'n' roll ma non troppo (symfony yn trije kleuren) | |
| 1991 | - Sjoerd Bottema: Nachtsuster Linda en it fertriet fan doktor Kildare - Itty Sluis-Nijdam: De spear en de fûgel | - Eeltsje Hettinga: Nacht oer Geonterp - Benny Holtrop: By de dea fan Raymond Lullio - Hindrik van der Meer: skouspul | |
| 1990 | - Froukje Annema-Noordenbos: Dyn kânsen binne goed... - Hanneke de Jong: It wetter oan e lippen - Mette Meinou Piebenga: Hier waak ik                                                                                       | - Uulke Tuinstra: Antoine Watteau lêste omgong - Folkert Verbeek: Maitiidsmar | |
| 1989 | - Margryt Poortstra: Fan nei de oarloch | | |
| 1988 | - Pieter Breuker: De rôze ko | - Eeltsje Hettinga: Ofskied | |
| 1987 | - Durk van der Ploeg: Kâlde dagen | - Tsjêbbe Hettinga: Súdwesthoeke | - Wilma Bakker: Keninginnedei (debuut)                                                                         |
| 1986 | - Jelle Bangma: Unmacht - Pieter Breuker: De winner | - Durk van der Ploeg: Foarfloed - Margryt Poortstra: Kearpunt - Annie de Vries: Wintergesicht | |
| 1985 | - Bennie Huisman: Brief oan Hilde - K.F. van der Veen: De Kaai | - Nelly Nauta: Pake - Margryt Poortstra: Skilderij - Wilco Berga: Lânlibben | |
| 1984 | - C. Koolstra: Feest yn 't doarp - Sibbele Krikke: It pealtsje - Magda van Ommen: Narkoazze - Durk van der Ploeg: Dowen | - Eliza Zwart: Dâld man | - N. van Calsbeek: It ûnsichtbre folk (kinderboek)                                                             |
| 1983 | - Tj. de Jong: Scarborough Fair - G. Tijseling-Terpstra: De waskautomaat - Peter Wilke: De jonge frou en de hynst | - G.W. Abma: Ofskie - Pier Boorsma: Selsportret - Hindrik van der Meer: ongetiteld | |
| 1982 | - Bennie Huisman: De rop fan wetter - H. Heeringa-Seepma: Groetnis fan Beitske - Tj. de Jong: Net inkeld in goed prater ferbettert in swijer - Magda van Ommen: De kokon - D. Stienstra-Venema: It motfiskje                | - Bennie Huisman: Hiem - A.R. Oostra: In 't ingelske wurk - H.A.R. Ozinga: Wurden yn it wetter - Sibbele Krikke: Sédún | |
| 1981 | - Magda van Ommen: De brêge - S.T. Palstra: Una giornata particolare - Thys Kuiper: De baanfeger - D. Stienstra-Venema: Tegearre foar de lêste bus                                                                          | - Herman Heida: Skylge | |
| 1980 | | - Pier Boorsma: Lêste simmer - H.E. de Jong: Wikseljend jiertij - Sibbele Krikke: Triotel - T. Slim-Riemersma: Sprei | - Jelle van der Ploeg: Blauwe saffieren (novelle) - Willem Verf: It bliuwt pielen (roman)                      |
| 1979 | | | |
| 1978 | - Thys Kuiper: Bitizing - P.P. Miedema: Doarren geane iepen | - B.T. Dijkstra-de Jong: Kleiliet | |
| 1977 | - Akky Kuiper-van der Veer: Folle lok en seine - Durk van der Ploeg: De dea komt ús oer 't mad | - Durk van der Ploeg: Mei frede litte | |
| 1976 | - Durk van der Ploeg: De soan - Oene Spoelstra: Dukke Bukke dea | - Pier Boorsma: Lizzend op it strân - Beart Oosterhaven: Sâlt - Durk van der Ploeg: Ald - Goaitsen van der Vliet: It doarp mei de lege wei | |
| 1975 | - Eppie Dam: Bijke - Bouke Oldenhof: De wurden en de dingen en de dreamen | - Jan Dotinga: Stil minske yn 't swart - Goaitsen van der Vliet: Ik it wol, ik wil it wol | |
| 1974 | - Akky Kuiper-van der Veer: Pake - Alex M.J. Riemersma: Spegelgefjocht - Pyt-Jon Sikkema: Bjuster spoar | - Bennie Huisman: Hjerst | |
| 1973 | - Tjitte Piebenga: De rokken fan Antsje - Eppie Dam: In apel fan ljocht - Piter Boersma: Botke | - Joop Boomsma: Yn it skaad fan in iperen beam - Piter J. de Groot: Bokselje - Jelle Kaspersma: Frisia cantat - Tjitte Piebenga: Tusken Peins en Skigen - Durk van der Ploeg: Foto                                                                             | |
| 1972 | - Paulus Akkerman: Yn e wachtkeamer - Piter Boersma: Rêch wriuwe - Tjitte Piebenga: De mantels fan de leafde - Trinus Riemersma: Gjin plak foar twa                                                                         | - Hannah Ludwig: Trilogy fan de ierdmantsjes - Durk van der Ploeg: Jouns - Reinder Reitsma: (zonder titel) - Jan de Vries: Glêzen brêge | |
| 1971 | - Josse de Haan: Pasiense - Tjitte Piebenga: Apels - Durk van der Ploeg: In dierber bern - Trinus Riemersma: Miskien kom ik wer                                                                                             | - Joop Boomsma: Al wer in nije dei - Tsjêbbe Hettinga: Ljocht ùt en troch - Hannah Ludwig: Syndroom - Durk van der Ploeg: De buorren by nacht | |
| 1970 | - Paulus Akkerman: It offerlaem - Joop Boomsma: Ik en ús heit - Meindert Bijlsma: Headfilm - Tiny Mulder: Leaf dinkje - Tjitte Piebenga: Dekkleden                                                                          | - Sikke Doele: High priest & first monk - Tsjêbbe Hettinga: Forfal - Hannah Ludwig: Neat - T. Piebenga-Bethlehem: No chance - Durk van der Ploeg: Doe't ik njoggen wie                                                                                         | |
| 1969 | - R.R.R. van der Leest: Nachtloop - Durk van der Ploeg: In plak om te stjerren - Trinus Riemersma: In forsetsje - Paulus Akkerman: Yn it net fortiisd - Tjitte Piebenga: Heit wie der net by                                | - L.G. Jansma: Panta Rhei - Hannah Ludwig: Picturen at an exhibition - Tiny Mulder: La mise en mots - Durk van der Ploeg: Utfanhûs - Jan de Vries: Soasjale steat                                                                                              | |
| 1968 | - Meindert Bijlsma: De blauwe bar - Ypk fan der Fear: In spoek fan jiske - R.R.R. van der Leest: Lytse griene rite - Tiny Mulder: Machtich als de miggen - Tjitte Piebenga: Hanneke                                         | - Josse de Haan: Undergrounderotyk - L.G. Jansma: Dize - Hannah Ludwig: Sosiale bystân - Durk van der Ploeg: Wy helje de ein wol - Jan de Vries: Sicht op in flat                                                                                              | |
| 1967 | - Ypk fan der Fear: Us heit stjert - Tiny Mulder: In wykein by de Donetties - Tjitte Piebenga: Kikkerts - Durk van der Ploeg: It ôfskie - Leo O.M. Popma: Wachtwurd                                                         | - J.J. Bijlsma: Sankje - Meindert Bijlsma: Forgunning - Berber van der Geest: 30 kear de dea sjen - Simon van der Meer: Lithografy - Tjitte Piebenga: Myn famke                                                                                                | |
| 1966 | - W. Bergsma: Eangst yn e nacht - S.M. van der Galiën: Arbeidsreservist - Leo O.M. Popma: De trein - Ypk fan der Fear: De lege kiste                                                                                        | - Meindert Bijlsma: De lifter - Tiny Mulder: Ars Brevis - Leo O.M. Popma: Myn folk myn kenning | |
| 1965 | - Meindert Bijlsma: Fan in greate man in lyts mantsje - G.J. Jonkman: In machtige fint - Durk van der Ploeg: It paradys - Leo O.M. Popma: Komsik - Trinus Riemersma: Skûmplastic                                            | - Pier Boorsma: Diaspora - Anne Jousma: Sawn Kwatrinen - Tiny Mulder: Reisboek - Leo O.M. Popma: Stêd fan in werkennen - Geart van der Zwaag: Skiphok | |
| 1964 | - Paulus Akkerman: Earm fan geast - W. Bergsma: Canadian cemetry - Hein Faber: Byn my mar op in Manta - G.J. Jonkman: It kearpunt - Anne Jousma: In snein - Jan Dotinga: (zonder titel) - Leo Fopma: Blues fan de sûndfloed | - Gerben Brouwer: Fantoom | |
| 1963 | - W. Bergsma: Opmars - G.J. Jonkman: Eigenaerdich - Tiny Mulder: De soldaet mei it huodtsje op - Trinus Riemersma: In snein                                                                                                 | - Tiny Mulder: Nettsjinsteande | |
| 1962 | - Trinus Riemersma: Minske tusken himel en ierde - Durk van der Ploeg: Prolooch fan de iensumheit - G.J. Jonkman: Et maintenant - Paulus Akkerman: De Smjunt - Tsjits Peanstra: Als Irene komt                              | - Tiny Mulder: Brief encounter | |
| 1961 | - Hein Faber: It koarte forheftige libben fan Pomarius de Jager - Tjitte Piebenga: Boartsje mar - Anne Jousma: Reis nei Switserlân                                                                                          | - Jan Dotinga: Unbiwender forklearre - Tiny Mulder: Beam fan it beminnen - Tjitte Piebenga: Duet for dy - Anne Jousma: Israël | |
| 1960 | - M. Apperloo: It andert - G.J. Jonkman: Dou nei hûs... gij naar Irnsum - Pieter Terpstra: It forhael | - Gerben Brouwer: Pakhúsfeint - Jan Dotinga: Alderhûs - Inne de Jong: Moarnsstjerre - Durk van der Ploeg: Profeet | |
| 1959 | - Paulus Akkerman: Ien misstap - G.J. Jonkman: De leffert geane de kleuren op en del | - G. Mulder: Stêd | |
| 1958 | - Paulus Akkerman: Hûndert kilo plastic - G. Mulder: Frou foar freeds - Tiny Mulder: Nachttrein nei Chicago | - Anne Jousma: Goadejefte - Tsjits Peanstra: Diminsje - Durk van der Ploeg: Ut is hûs fan de sliep - Jo Smit: Hjerst | |
| 1957 | - Hein Faber: De fuotleasten - G. Mulder: De grêven sille iepene wurde - Ype Poortinga: Tristan yn it deadelân - Pieter Terpstra: De stien                                                                                  | - Tsjits Peanstra: Fiif fersen in memoriam - Durk van der Ploeg: Apel en hout - Jo Smit: Ein | |
| 1956 | - J. Bilker: De Jacquelinebocht - Hein Faber: Weromfoardere - G.J. Jonkman: Ik haw dy leaf, dat is 't him - Anne Jousma: De mantel fan de profeet - G. Mulder: Fuort net op knibbels                                        | - Anne Jousma: It is allegearre wol gewoan wêze - Ype Poortinga: Wylde balsem - Marten Sikkema: Mearkedei | |
| 1955 | - Paulus Akkerman: De brânstifter - Watze Cuperus: S.D.G. - Inne de Jong: Yntermezzo - R. Leenstra: De wiksel - Pieter Terpstra: Beatrix                                                                                    | - Anne Jousma: Trije roundelen - Marten Sikkema: Oantinken - Ella Wassenaer: Brân | |
| 1954 | - G. Mulder: Om de romte - Ype Poortinga: Hinkjend yn 't Paradys - Boukje Fokkema: Twa susters - Paulus Akkerman: De hinnebuorkerij Aurora - Hein Faber: Mislearre reis                                                     | - Obe Postma: Fan de fjouwer eleminten - Hein Faber: De rounte - Inne de Jong: Yn lyts bistek - Dam Jaarsma: Allinne - S.S. de Jong: sonnetten | |